# Danh sách cầu thủ tham dự giải vô địch bóng đá trong nhà thế giới 2012
Dưới đây là danh sách cầu thủ tham gia Giải vô địch bóng đá trong nhà thế giới 2012 được tổ chức tại Thái Lan từ ngày 1 đến 18 tháng 11 năm 2012.
Mỗi đội đăng ký 14 cầu thủ, bao gồm 2 thủ môn. Danh sách đội phải được công bố trước ngày 25 tháng 10 năm 2012.

## Bảng A

### Thái Lan
Huấn luyện viên trưởng:  Victor Hermans
| Số | Vt | Cầu thủ              | Ngày sinh (tuổi)            | Số trận | Câu lạc bộ     |
| -- | -- | -------------------- | --------------------------- | ------- | -------------- |
| 1  | TM | Prakit Dankhuntod    | 30 tháng 12, 1983 (28 tuổi) |         | Thai Port      |
| 2  | HV | Konghla Lakka        | 10 tháng 5, 1986 (26 tuổi)  |         | Surat Thani    |
| 3  | HV | Natee Jeepon         | 28 tháng 10, 1986 (26 tuổi) |         | Lampang United |
| 4  | HV | Piyapan Rattana      | 16 tháng 7, 1985 (27 tuổi)  |         | Thai Port      |
| 5  | TV | Jirawat Sornwichian  | 25 tháng 10, 1988 (24 tuổi) |         | Surat Thani    |
| 6  | TV | Thananchai Chomboon  | 26 tháng 6, 1985 (27 tuổi)  |         | Surat Thani    |
| 7  | TV | Kritsada Wongkaeo    | 29 tháng 4, 1988 (24 tuổi)  |         | G.H. Bank RBAC |
| 8  | TĐ | Jetsada Chudech      | 20 tháng 2, 1989 (23 tuổi)  |         | Rajnavy        |
| 9  | TĐ | Suphawut Thueanklang | 14 tháng 7, 1989 (23 tuổi)  |         | G.H. Bank RBAC |
| 10 | TV | Apiwat Chaemcharoen  | 31 tháng 3, 1991 (21 tuổi)  |         | G.H. Bank RBAC |
| 11 | TV | Nattawut Madyalan    | 12 tháng 4, 1990 (22 tuổi)  |         | Thai Port      |
| 12 | TM | Surapong Tompa       | 25 tháng 11, 1978 (33 tuổi) |         | Rajnavy        |
| 13 | TĐ | Aref Ahamah          | 15 tháng 1, 1987 (25 tuổi)  |         | Thai Port      |
| 14 | TV | Kiatiyot Chalarmkhet | 2 tháng 11, 1989 (22 tuổi)  |         | G.H. Bank RBAC |

### Costa Rica
Huấn luyện viên trưởng:  Diego Solis
| Số | Vt | Cầu thủ            | Ngày sinh (tuổi)            | Số trận | Câu lạc bộ            |
| -- | -- | ------------------ | --------------------------- | ------- | --------------------- |
| 1  | TM | Jairo Toruno       | 22 tháng 11, 1983 (28 tuổi) |         | T Shirt Mundo         |
| 2  | TĐ | Adonay Vindas      | 25 tháng 10, 1985 (27 tuổi) |         | Borussia Futsal       |
| 3  | TM | Justin Wallace     | 28 tháng 5, 1985 (27 tuổi)  |         | Barrio Peralta        |
| 4  | TĐ | Luis Navarrete     | 25 tháng 8, 1991 (21 tuổi)  |         | Municipal Alajuela    |
| 5  | HV | Edwin Cubillo      | 23 tháng 8, 1987 (25 tuổi)  |         | Borussia Futsal       |
| 6  | TĐ | Jorge Arias        | 13 tháng 2, 1984 (28 tuổi)  |         | T Shirt Mundo         |
| 7  | HV | Alejandro Paniagua | 20 tháng 5, 1986 (26 tuổi)  |         | Barrio Peralta        |
| 8  | TĐ | Jose Guevara       | 16 tháng 3, 1991 (21 tuổi)  |         | Barrio Peralta        |
| 9  | HV | Marco Carvajal     | 2 tháng 12, 1981 (30 tuổi)  |         | Goicoechea - Extremos |
| 10 | TĐ | Michael Cordoba    | 1 tháng 6, 1983 (29 tuổi)   |         | Goicoechea - Extremos |
| 11 | TĐ | Aaron Jerez        | 24 tháng 2, 1982 (30 tuổi)  |         | Paraiso Futsal        |
| 12 | TĐ | Diego Zuniga       | 11 tháng 7, 1990 (22 tuổi)  |         | T Shirt Mundo         |
| 13 | TĐ | Erick Brenes       | 16 tháng 12, 1989           |         | Paraiso Futsal        |
| 14 | TM | Alvaro Santamaria  | 1 tháng 4, 1988             |         | Barrio Peralta        |

### Paraguay
Huấn luyện viên trưởng:  Fernando Leite
| Số | Vt | Cầu thủ             | Ngày sinh (tuổi)            | Số trận | Câu lạc bộ         |
| -- | -- | ------------------- | --------------------------- | ------- | ------------------ |
| 1  | TM | Carlos Espinola     | 6 tháng 4, 1981 (31 tuổi)   |         | Pablo Rojas Futsal |
| 2  | TV | Enmanuel Ayala      | 3 tháng 12, 1985 (26 tuổi)  |         | Acqua Claudia      |
| 3  | HV | Fabio Alcaraz       | 7 tháng 1, 1982 (30 tuổi)   |         | Lazio              |
| 4  | TV | Gabriel Ayala       | 3 tháng 12, 1985 (26 tuổi)  |         | Acqua Claudia      |
| 5  | HV | Jose Luis Santander | 10 tháng 4, 1981 (31 tuổi)  |         | Star's Club Futsal |
| 6  | TV | Adolfo Salas        | 22 tháng 9, 1993 (19 tuổi)  |         | Venezia            |
| 7  | HV | Oscar Velazquez     | 26 tháng 5, 1984 (28 tuổi)  |         | Montesilvano       |
| 8  | TĐ | Nelson Lezcano      | 18 tháng 10, 1987 (25 tuổi) |         | Villa Hayes Futsal |
| 9  | TV | Juan Adrián Salas   | 20 tháng 10, 1990 (22 tuổi) |         | Lazio              |
| 10 | TĐ | Walter Villalba     | 22 tháng 10, 1977 (35 tuổi) |         | Afemec Futsal      |
| 11 | TM | Luis Molinas        | 16 tháng 2, 1987 (25 tuổi)  |         | Cerro Porteño      |
| 12 | TV | Marcos Benitez      | 17 tháng 2, 1985 (27 tuổi)  |         | Pescara            |
| 13 | TM | Gabriel Gimenez     | 29 tháng 5, 1984 (28 tuổi)  |         | Star's Club Futsal |
| 14 | TV | Rene Villaba        | 8 tháng 7, 1981 (31 tuổi)   |         | Afemec Futsal      |

### Ukraina
Huấn luyện viên trưởng:  Gennadiy Lisenchuk
| Số | Vt | Cầu thủ            | Ngày sinh (tuổi)            | Số trận | Câu lạc bộ             |
| -- | -- | ------------------ | --------------------------- | ------- | ---------------------- |
| 1  | TM | Ievgen Ivanyak     | 28 tháng 9, 1982 (30 tuổi)  |         | Lokomotiv Kharkiv      |
| 2  | TĐ | Mykhaylo Romanov   | 21 tháng 7, 1983 (29 tuổi)  |         | Politekh St Petersburg |
| 3  | HV | Stepan Struk       | 12 tháng 12, 1984 (27 tuổi) |         | Energia Lviv           |
| 4  | TV | Sergiy Zhurba      | 14 tháng 3, 1987 (25 tuổi)  |         | Lokomotiv Kharkiv      |
| 5  | TĐ | Dmytro Sorokin     | 14 tháng 7, 1988 (24 tuổi)  |         | Lokomotiv Kharkiv      |
| 6  | TV | Sergiy Cheporkiuk  | 18 tháng 4, 1982 (30 tuổi)  |         | Energia Lviv           |
| 7  | HV | Maksym Pavlenko    | 15 tháng 9, 1975 (37 tuổi)  |         | Energia Lviv           |
| 8  | TĐ | Ievgen Rogachov    | 30 tháng 8, 1983 (29 tuổi)  |         | Energia Lviv           |
| 9  | TV | Dmytro Fedorchenko | 31 tháng 5, 1986 (26 tuổi)  |         | Lokomotiv Kharkiv      |
| 10 | TV | Petro Shoturma     | 27 tháng 6, 1992 (20 tuổi)  |         | Uragan Ivano-Frankovsk |
| 11 | TĐ | Denys Ovsiannikov  | 10 tháng 12, 1984 (27 tuổi) |         | Energia Lviv           |
| 12 | TM | Kyrylo Tsypun      | 30 tháng 7, 1987 (25 tuổi)  |         | Uragan Ivano-Frankovsk |
| 13 | HV | Oleksandr Sorokin  | 13 tháng 8, 1987 (25 tuổi)  |         | Lokomotiv Kharkiv      |
| 14 | TM | Dmytro Lytvynenko  | 16 tháng 4, 1987 (25 tuổi)  |         | Lokomotiv Kharkiv      |

## Bảng B

### Iran
Huấn luyện viên trưởng:  Ali Sanei
| Số | Vt | Cầu thủ                | Ngày sinh (tuổi)            | Số trận | Câu lạc bộ         |
| -- | -- | ---------------------- | --------------------------- | ------- | ------------------ |
| 1  | TM | Alireza Samimi         | 29 tháng 6, 1987 (25 tuổi)  |         | Melli Haffari Iran |
| 2  | HV | Ali Kiaei              | 20 tháng 4, 1987 (25 tuổi)  |         | Shahid Mansouri    |
| 3  | TV | Ali Rahnama            | 21 tháng 5, 1985 (27 tuổi)  |         | Shahid Mansouri    |
| 4  | HV | Mohammad Keshavarz     | 5 tháng 7, 1982 (30 tuổi)   |         | Giti Pasand        |
| 5  | HV | Hamid Ahmadi           | 24 tháng 11, 1988 (23 tuổi) |         | Shahid Mansouri    |
| 6  | TV | Afshin Kazemi          | 24 tháng 10, 1986           |         | Giti Pasand        |
| 7  | TV | Ali Asghar Hassanzadeh | 2 tháng 11, 1987 (24 tuổi)  |         | Saba Qom           |
| 8  | TV | Mostafa Tayyebi        | 9 tháng 6, 1987 (25 tuổi)   |         | Shahid Mansouri    |
| 9  | TĐ | Masoud Daneshvar       | 30 tháng 1, 1988 (24 tuổi)  |         | Arjan Shiraz       |
| 10 | TĐ | Mohammad Taheri        | 2 tháng 5, 1985 (27 tuổi)   |         | Shahid Mansouri    |
| 11 | TĐ | Hossein Tayyebi        | 29 tháng 9, 1988 (24 tuổi)  |         | Giti Pasand        |
| 12 | TM | Mostafa Nazari         | 11 tháng 12, 1982 (29 tuổi) |         | Dabiri Tabriz      |
| 13 | TV | Ahmad Esmaeilpour      | 8 tháng 9, 1988 (24 tuổi)   |         | Giti Pasand        |
| 14 | TM | Sepehr Mohammadi       | 8 tháng 8, 1989 (23 tuổi)   |         | Giti Pasand        |

### Maroc
Huấn luyện viên trưởng:  Hicham Dguig
| Số | Vt | Cầu thủ            | Ngày sinh (tuổi)            | Số trận | Câu lạc bộ          |
| -- | -- | ------------------ | --------------------------- | ------- | ------------------- |
| 1  | TM | Rabie Zaari        | 26 tháng 7, 1981 (31 tuổi)  |         | KAC Kenitra         |
| 2  | TĐ | Soufiane El Mesrar | 5 tháng 6, 1990 (22 tuổi)   |         | Dynamo Kenitra      |
| 3  | TV | Hatim Ouahabi      | 26 tháng 6, 1988 (24 tuổi)  |         | Ajax Tetouan        |
| 4  | HV | Mohammed Dahou     | 20 tháng 6, 1984 (28 tuổi)  |         | Ajax Tanger         |
| 5  | TV | Youssef El Mazray  | 1 tháng 7, 1987 (25 tuổi)   |         | Feth Sportif Settat |
| 6  | TĐ | Yahya Baya         | 23 tháng 1, 1979 (33 tuổi)  |         | KAC Kenitra         |
| 7  | TV | Bilal Assoufi      | 14 tháng 9, 1988 (24 tuổi)  |         | Ajax Tanger         |
| 8  | TĐ | Adil Habil         | 27 tháng 5, 1982 (30 tuổi)  |         | KAC Kenitra         |
| 9  | HV | Mohammed Talibi    | 19 tháng 11, 1983 (28 tuổi) |         | Jeunesse Khouribga  |
| 10 | TĐ | Aziz Derrou        | 6 tháng 6, 1986 (26 tuổi)   |         | KAC Kenitra         |
| 11 | TV | Anouar Chrayeh     | 20 tháng 7, 1985 (27 tuổi)  |         | Ajax Tanger         |
| 12 | TM | Adil El Bettachi   | 6 tháng 3, 1981 (31 tuổi)   |         | Jeunesse Khouribga  |
| 13 | TĐ | Yahya Jabrane      | 18 tháng 6, 1991 (21 tuổi)  |         | Feth Sportif Settat |
| 14 | TM | Younes Kelkaghi    | 19 tháng 9, 1985 (27 tuổi)  |         | Ajax Tanger         |

### Panama
Huấn luyện viên trưởng:  Agustin Campuzano
| Số | Vt | Cầu thủ           | Ngày sinh (tuổi)            | Số trận | Câu lạc bộ  |
| -- | -- | ----------------- | --------------------------- | ------- | ----------- |
| 1  | TM | Valencio Parks    | 28 tháng 3, 1987 (25 tuổi)  |         | Curundu     |
| 2  | HV | Miguel Bello      | 18 tháng 9, 1981 (31 tuổi)  |         | Perejil     |
| 3  | TV | Oscar Hinks       | 20 tháng 9, 1985 (27 tuổi)  |         | San Martin  |
| 4  | HV | Augusto Harrison  | 13 tháng 12, 1976 (35 tuổi) |         | San Martin  |
| 5  | TV | Fernando Mena     | 8 tháng 8, 1990 (22 tuổi)   |         | Perejil     |
| 6  | HV | Edgar Rivas       | 21 tháng 4, 1989 (23 tuổi)  |         | Santa Marta |
| 7  | TV | Claudio Goodridge | 2 tháng 1, 1990 (22 tuổi)   |         | Santa Marta |
| 8  | TV | Carlos Perez      | 29 tháng 8, 1986 (26 tuổi)  |         | Perejil     |
| 9  | TĐ | Miguel Lasso      | 3 tháng 12, 1985 (26 tuổi)  |         | Chorrillo   |
| 10 | TV | Alquis Alvarado   | 13 tháng 1, 1986 (26 tuổi)  |         | San Martin  |
| 11 | TĐ | Apolinar Galvez   | 14 tháng 11, 1976 (35 tuổi) |         | Samaria     |
| 12 | TM | Jaime Londono     | 18 tháng 1, 1991 (21 tuổi)  |         | Suntracs    |
| 13 | TV | Michael De Leon   | 1 tháng 3, 1989 (23 tuổi)   |         | San Martin  |
| 14 | TĐ | Enrique Valdes    | 19 tháng 8, 1982 (30 tuổi)  |         | La Turin    |

### Tây Ban Nha
Huấn luyện viên trưởng:  Venancio Lopez
| Số | Vt | Cầu thủ       | Ngày sinh (tuổi)            | Số trận | Câu lạc bộ      |
| -- | -- | ------------- | --------------------------- | ------- | --------------- |
| 1  | TM | Cristián      | 27 tháng 8, 1982 (30 tuổi)  |         | FC Barcelona    |
| 2  | HV | Ortiz         | 3 tháng 10, 1983 (29 tuổi)  |         | Inter Movistar  |
| 3  | HV | Aicardo       | 4 tháng 12, 1988 (23 tuổi)  |         | FC Barcelona    |
| 4  | TĐ | Torras        | 24 tháng 9, 1980 (32 tuổi)  |         | FC Barcelona    |
| 5  | TV | Fernando      | 16 tháng 8, 1980 (32 tuổi)  |         | FC Barcelona    |
| 6  | TĐ | Álvaro        | 29 tháng 9, 1977 (35 tuổi)  |         | Inter Movistar  |
| 7  | TĐ | Miguelín      | 9 tháng 5, 1985 (27 tuổi)   |         | ElPozo Murcia   |
| 8  | HV | Kike          | 4 tháng 5, 1978 (34 tuổi)   |         | ElPozo Murcia   |
| 9  | TĐ | Sergio Lozano | 9 tháng 11, 1988 (23 tuổi)  |         | FC Barcelona    |
| 10 | TV | Borja         | 16 tháng 11, 1984 (27 tuổi) |         | Marca Futsal    |
| 11 | TĐ | Lin           | 16 tháng 5, 1986 (26 tuổi)  |         | FC Barcelona    |
| 12 | TM | Juanjo        | 19 tháng 8, 1985 (27 tuổi)  |         | Inter Movistar  |
| 13 | TM | Rafa          | 13 tháng 6, 1980 (32 tuổi)  |         | ElPozo Murcia   |
| 14 | TĐ | Alemao        | 25 tháng 6, 1976 (36 tuổi)  |         | MFK Dina Moskva |

## Bảng C

### Brasil
Huấn luyện viên trưởng:  Marcos Sorato
| Số | Vt | Cầu thủ     | Ngày sinh (tuổi)            | Số trận | Câu lạc bộ               |
| -- | -- | ----------- | --------------------------- | ------- | ------------------------ |
| 1  | TM | Guitta      | 11 tháng 6, 1987 (25 tuổi)  |         | Intelli/Orlândia         |
| 2  | TM | Tiago       | 9 tháng 3, 1981 (31 tuổi)   |         | Krona/Joinville/DalPonte |
| 3  | TM | Franklin    | 18 tháng 5, 1975 (37 tuổi)  |         | Corinthians              |
| 4  | TĐ | Ari         | 6 tháng 3, 1982 (30 tuổi)   |         | FC Barcelona             |
| 5  | TV | Rafael      | 16 tháng 6, 1983 (29 tuổi)  |         | Inter Movistar           |
| 6  | TV | Gabriel     | 17 tháng 11, 1980 (31 tuổi) |         | FC Barcelona             |
| 7  | TV | Vinícius    | 31 tháng 12, 1977 (34 tuổi) |         | Intelli/Orlândia         |
| 8  | TV | Simi        | 29 tháng 10, 1977 (35 tuổi) |         | Corinthians              |
| 9  | TĐ | Jé          | 15 tháng 11, 1983 (28 tuổi) |         | Intelli/Orlândia         |
| 10 | TĐ | Fernandinho | 1 tháng 7, 1983 (29 tuổi)   |         | MFK Dinamo Moskva        |
| 11 | HV | Neto        | 5 tháng 9, 1981 (31 tuổi)   |         | Krona/Joinville/DalPonte |
| 12 | TV | Falcão      | 8 tháng 6, 1977 (35 tuổi)   |         | Intelli/Orlândia         |
| 13 | TĐ | Wilde       | 14 tháng 4, 1981 (31 tuổi)  |         | FC Barcelona             |
| 14 | HV | Rodrigo     | 7 tháng 6, 1984 (28 tuổi)   |         | Carlos Barbosa           |

### Nhật Bản
Huấn luyện viên trưởng:  Miguel Rodrigo
| Số | Vt | Cầu thủ            | Ngày sinh (tuổi)            | Số trận | Câu lạc bộ      |
| -- | -- | ------------------ | --------------------------- | ------- | --------------- |
| 1  | TM | Hisamitsu Kawahara | 24 tháng 11, 1978 (33 tuổi) |         | Nagoya Oceans   |
| 2  | TM | Jun Fujiwara       | 23 tháng 11, 1982 (29 tuổi) |         | Bardral Urayasu |
| 3  | HV | Wataru Kitahara    | 2 tháng 8, 1982 (30 tuổi)   |         | Nagoya Oceans   |
| 4  | HV | Yusuke Komiyama    | 22 tháng 12, 1979 (32 tuổi) |         | Bardral Urayasu |
| 5  | HV | Tetsuya Murakami   | 8 tháng 8, 1967 (45 tuổi)   |         | Shriker Osaka   |
| 6  | TV | Nobuya Osodo       | 28 tháng 6, 1983 (29 tuổi)  |         | Vasagey Oita    |
| 7  | TĐ | Kaoru Morioka      | 7 tháng 4, 1979 (33 tuổi)   |         | Nagoya Oceans   |
| 8  | TĐ | Kensuke Takahashi  | 8 tháng 5, 1982 (30 tuổi)   |         | Bardral Urayasu |
| 9  | TĐ | Shota Hoshi        | 17 tháng 11, 1985 (26 tuổi) |         | Bardral Urayasu |
| 10 | TV | Kenichiro Kogure   | 11 tháng 11, 1979 (32 tuổi) |         | Nagoya Oceans   |
| 11 | TĐ | Kazu Miura         | 26 tháng 2, 1967 (45 tuổi)  |         | Yokohama FC     |
| 12 | TM | Toru Fukimbara     | 18 tháng 10, 1982 (30 tuổi) |         | Deução Kobe     |
| 13 | TV | Katsutoshi Henmi   | 30 tháng 7, 1992 (20 tuổi)  |         | Nagoya Oceans   |
| 14 | TV | Kotaro Inaba       | 22 tháng 12, 1982 (29 tuổi) |         | Bardral Urayasu |

### Libya
Huấn luyện viên trưởng:  Pablo Prieto
| Số | Vt | Cầu thủ          | Ngày sinh (tuổi)            | Số trận | Câu lạc bộ                |
| -- | -- | ---------------- | --------------------------- | ------- | ------------------------- |
| 1  | TM | Yousef Bensaed   | 31 tháng 10, 1983 (29 tuổi) |         | Adhahra                   |
| 2  | HV | Ahmed Faraj      | 22 tháng 12, 1987 (24 tuổi) |         | Al Amen                   |
| 3  | TĐ | Bader Hasan      | 1 tháng 10, 1987 (25 tuổi)  |         | Al Jazera Sabha           |
| 4  | HV | Mohamed Rageb    | 12 tháng 10, 1987 (25 tuổi) |         | Al Ittihad Tripoli        |
| 5  | TĐ | Abdusalam Sherad | 20 tháng 11, 1990 (21 tuổi) |         | Al Ittihad Tripoli        |
| 6  | TĐ | Rabie Abdel      | 19 tháng 6, 1985 (27 tuổi)  |         | Không tham gia câu lạc bộ |
| 7  | TĐ | Reda Fathe       | 20 tháng 1, 1986 (26 tuổi)  |         | Al Ahli Benghazi          |
| 8  | TV | Husam Al Wahishi | 28 tháng 7, 1986 (26 tuổi)  |         | Al Ahli Benghazi          |
| 9  | TĐ | Ahmed Fathe      | 18 tháng 12, 1987 (24 tuổi) |         | Al Ahli Benghazi          |
| 10 | HV | Mohamed Rahoma   | 5 tháng 5, 1984 (28 tuổi)   |         | Không tham gia câu lạc bộ |
| 11 | TV | Younis Shames    | 11 tháng 6, 1991 (21 tuổi)  |         | Al Tersana                |
| 12 | TM | Ramzi Al Sharif  | 28 tháng 11, 1988 (23 tuổi) |         | Al Ahli Benghazi          |
| 13 | TĐ | Salem Aghila     | 24 tháng 12, 1989 (22 tuổi) |         | Al Khutut                 |
| 14 | TM | Husam Altumi     | 28 tháng 12, 1990 (21 tuổi) |         | Adhahra                   |

### Bồ Đào Nha
Huấn luyện viên trưởng:  Jorge Braz
| Số | Vt | Cầu thủ       | Ngày sinh (tuổi)            | Số trận | Câu lạc bộ       |
| -- | -- | ------------- | --------------------------- | ------- | ---------------- |
| 1  | TM | João Benedito | 7 tháng 10, 1978 (34 tuổi)  |         | Sporting CP      |
| 2  | TĐ | Paulinho      | 12 tháng 3, 1983 (29 tuổi)  |         | Sporting CP      |
| 3  | TĐ | Leitão        | 3 tháng 1, 1981 (31 tuổi)   |         | Sporting CP      |
| 4  | TĐ | Pedro Cary    | 10 tháng 5, 1984 (28 tuổi)  |         | Sporting CP      |
| 5  | TV | Nandinho      | 18 tháng 12, 1982 (29 tuổi) |         | Modicus - Sandim |
| 6  | TV | Arnaldo       | 16 tháng 6, 1979 (33 tuổi)  |         | FK Nikars Riga   |
| 7  | TĐ | Cardinal      | 26 tháng 6, 1985 (27 tuổi)  |         | Rio Ave          |
| 8  | TV | Djô           | 11 tháng 1, 1988 (24 tuổi)  |         | Sporting CP      |
| 9  | HV | Gonçalo Alves | 1 tháng 7, 1977 (35 tuổi)   |         | SL Benfica       |
| 10 | TV | Ricardinho    | 3 tháng 9, 1985 (27 tuổi)   |         | Nagoya Oceans    |
| 11 | HV | João Matos    | 21 tháng 2, 1987 (25 tuổi)  |         | Sporting CP      |
| 12 | TM | Bebé          | 19 tháng 5, 1983 (29 tuổi)  |         | SL Benfica       |
| 13 | TV | Marinho       | 30 tháng 3, 1985 (27 tuổi)  |         | SL Benfica       |
| 14 | TM | André Sousa   | 25 tháng 2, 1986 (26 tuổi)  |         | Operário         |

## Bảng D

### Argentina
Huấn luyện viên trưởng:  Fernando Larrañaga
| Số | Vt | Cầu thủ            | Ngày sinh (tuổi)            | Số trận | Câu lạc bộ         |
| -- | -- | ------------------ | --------------------------- | ------- | ------------------ |
| 1  | TM | Santiago Elías     | 2 tháng 2, 1983 (29 tuổi)   |         | Pinocho            |
| 2  | HV | Damian Stazzone    | 31 tháng 1, 1986 (26 tuổi)  |         | Latina             |
| 3  | TV | Matías Lucuix      | 20 tháng 11, 1985 (26 tuổi) |         | Inter Movistar     |
| 4  | HV | Pablo Belsito      | 29 tháng 3, 1986 (26 tuổi)  |         | Gruppo Fassina     |
| 5  | TV | Pablo Taborda      | 3 tháng 9, 1986 (26 tuổi)   |         | Boca Juniors       |
| 6  | TV | Maximiliano Rescia | 29 tháng 10, 1987 (25 tuổi) |         | Futsal Samb        |
| 7  | TV | Leandro Cuzzolino  | 21 tháng 5, 1987 (25 tuổi)  |         | Montesilvano       |
| 8  | TV | Hernan Garcias     | 2 tháng 6, 1978 (34 tuổi)   |         | Asti               |
| 9  | TĐ | Cristian Borruto   | 7 tháng 5, 1987 (25 tuổi)   |         | Montesilvano       |
| 10 | TĐ | Martin Amas        | 25 tháng 10, 1984 (28 tuổi) |         | Manacor            |
| 11 | TV | Pablo Basile       | 25 tháng 7, 1988 (24 tuổi)  |         | Boca Juniors       |
| 12 | TM | Matias Quevedo     | 11 tháng 3, 1984 (28 tuổi)  |         | Ferro Carril Oeste |
| 13 | TĐ | Alamiro Vaporaki   | 1 tháng 12, 1983 (28 tuổi)  |         | Boca Juniors       |
| 14 | TĐ | Alan Calo          | 6 tháng 4, 1987 (25 tuổi)   |         | Pinocho            |

### Úc
Huấn luyện viên trưởng:  Steven Knight
| Số | Vt | Cầu thủ             | Ngày sinh (tuổi)            | Số trận | Câu lạc bộ                |
| -- | -- | ------------------- | --------------------------- | ------- | ------------------------- |
| 1  | TM | Peter Spathis       | 9 tháng 4, 1981 (31 tuổi)   |         | East Coast Heat           |
| 2  | HV | Aaron Cimitile      | 8 tháng 4, 1991 (21 tuổi)   |         | East Coast Heat           |
| 3  | HV | Jarrod Basger       | 9 tháng 2, 1991 (21 tuổi)   |         | Maccabi Hakoah            |
| 4  | TV | Gregory Giovenali   | 14 tháng 8, 1987 (25 tuổi)  |         | Dural Warriors            |
| 5  | HV | Nathan Niski        | 24 tháng 5, 1993 (19 tuổi)  |         | Dural Warriors            |
| 6  | TĐ | Daniel Fogarty      | 10 tháng 1, 1991 (21 tuổi)  |         | West City Crusaders       |
| 7  | HV | Tobias Seeto        | 26 tháng 3, 1988 (24 tuổi)  |         | Dural Warriors            |
| 8  | TĐ | Fernando            | 21 tháng 1, 1980 (32 tuổi)  |         | Victoria Vipers           |
| 9  | TĐ | Chris Zeballos      | 16 tháng 6, 1986 (26 tuổi)  |         | East Coast Heat           |
| 10 | TĐ | Lachlan Wright      | 6 tháng 2, 1981 (31 tuổi)   |         | Enfield Rovers            |
| 11 | TV | Danny Ngaluafe      | 18 tháng 6, 1987 (25 tuổi)  |         | Không tham gia câu lạc bộ |
| 12 | TM | Gavin O Brien       | 30 tháng 9, 1977 (35 tuổi)  |         | Campbelltown City Quake   |
| 13 | TM | Angelo Konstantinou | 8 tháng 11, 1978 (33 tuổi)  |         | Boomerangs                |
| 14 | TV | Keenan Duimpies     | 12 tháng 12, 1989 (22 tuổi) |         | Không tham gia câu lạc bộ |

### Ý
Huấn luyện viên trưởng:  Roberto Menichelli
| Số | Vt | Cầu thủ            | Ngày sinh (tuổi)            | Số trận | Câu lạc bộ       |
| -- | -- | ------------------ | --------------------------- | ------- | ---------------- |
| 1  | TM | Stefano Mammarella | 2 tháng 2, 1984 (28 tuổi)   |         | Montesilvano     |
| 2  | HV | Marco Ercolessi    | 15 tháng 5, 1986 (26 tuổi)  |         | Marca Futsal     |
| 3  | HV | Marcio Forte       | 23 tháng 4, 1977 (35 tuổi)  |         | Lazio            |
| 4  | HV | Sergio Romano      | 28 tháng 9, 1987 (25 tuổi)  |         | Cogianco Genzano |
| 5  | HV | Luca Leggiero      | 11 tháng 11, 1984 (27 tuổi) |         | Sport Five       |
| 6  | TĐ | Humberto Honorio   | 21 tháng 7, 1983 (29 tuổi)  |         | Luparense        |
| 7  | TĐ | Giuseppe Mentasti  | 6 tháng 6, 1991 (21 tuổi)   |         | Cogianco Genzano |
| 8  | TĐ | Rodolfo Fortino    | 30 tháng 4, 1983 (29 tuổi)  |         | Luparense        |
| 9  | TĐ | Alex Merlim        | 15 tháng 7, 1986 (26 tuổi)  |         | Luparense        |
| 10 | TĐ | Jairo Dos Santos   | 18 tháng 7, 1984 (28 tuổi)  |         | Asti             |
| 11 | HV | Saad Assis         | 26 tháng 10, 1979 (33 tuổi) |         | FC Barcelona     |
| 12 | TM | Valerio Barigelli  | 19 tháng 10, 1982 (30 tuổi) |         | Lazio            |
| 13 | HV | Gabriel Lima       | 19 tháng 8, 1987 (25 tuổi)  |         | Asti             |
| 14 | TM | Michele Miarelli   | 29 tháng 4, 1984 (28 tuổi)  |         | Cogianco Genzano |

### México
Huấn luyện viên trưởng:  Ramon Raya
| Số | Vt | Cầu thủ                        | Ngày sinh (tuổi)            | Số trận | Câu lạc bộ                |
| -- | -- | ------------------------------ | --------------------------- | ------- | ------------------------- |
| 1  | TM | Alonso Saavedra                | 8 tháng 11, 1980 (31 tuổi)  |         | Không tham gia câu lạc bộ |
| 2  | TV | Angel Rodriguez                | 21 tháng 2, 1985 (27 tuổi)  |         | Không tham gia câu lạc bộ |
| 3  | HV | Benjamin Mosco                 | 2 tháng 9, 1985 (27 tuổi)   |         | Không tham gia câu lạc bộ |
| 4  | HV | Francisco Cati                 | 18 tháng 12, 1981 (30 tuổi) |         | Không tham gia câu lạc bộ |
| 5  | HV | Adrian Gonzalez                | 21 tháng 3, 1986 (26 tuổi)  |         | Không tham gia câu lạc bộ |
| 6  | TV | Miguel Limon                   | 6 tháng 8, 1985 (27 tuổi)   |         | Không tham gia câu lạc bộ |
| 7  | TV | Jorge Rodriguez                | 4 tháng 5, 1983 (29 tuổi)   |         | Không tham gia câu lạc bộ |
| 8  | TV | Victor Quiroz                  | 8 tháng 9, 1976 (36 tuổi)   |         | Wichita Wings             |
| 9  | TĐ | Carlos Ramirez (futsal player) | 6 tháng 11, 1976 (35 tuổi)  |         | Không tham gia câu lạc bộ |
| 10 | TV | Gustavo Rosales                | 26 tháng 2, 1981 (31 tuổi)  |         | Không tham gia câu lạc bộ |
| 11 | TV | Morgan Plata                   | 11 tháng 12, 1981 (30 tuổi) |         | Không tham gia câu lạc bộ |
| 12 | TM | Miguel Estrada                 | 11 tháng 7, 1983 (29 tuổi)  |         | Không tham gia câu lạc bộ |
| 13 | TV | Jorge Quiroz                   | 29 tháng 9, 1981 (31 tuổi)  |         | Không tham gia câu lạc bộ |
| 14 | TĐ | Omar Cervantes                 | 27 tháng 9, 1985 (27 tuổi)  |         | Không tham gia câu lạc bộ |

## Bảng E

### Cộng hòa Séc
Huấn luyện viên trưởng:  Tomáš Neumann
| Số | Vt | Cầu thủ        | Ngày sinh (tuổi)            | Số trận | Câu lạc bộ           |
| -- | -- | -------------- | --------------------------- | ------- | -------------------- |
| 1  | TM | Jakub Zdánský  | 28 tháng 5, 1986 (26 tuổi)  |         | Era-Pack Chrudim     |
| 2  | TĐ | Tomáš Koudelka | 23 tháng 11, 1990 (21 tuổi) |         | Era-Pack Chrudim     |
| 3  | HV | David Cupák    | 27 tháng 5, 1989 (23 tuổi)  |         | Helas Brno           |
| 4  | TĐ | Matěj Slováček | 8 tháng 10, 1990 (22 tuổi)  |         | Era-Pack Chrudim     |
| 5  | HV | Michal Kovács  | 17 tháng 4, 1990 (22 tuổi)  |         | Tango Brno           |
| 6  | TĐ | Jiří Novotný   | 12 tháng 7, 1988 (24 tuổi)  |         | Bohemians 1905       |
| 7  | TĐ | Lukáš Rešetár  | 28 tháng 4, 1984 (28 tuổi)  |         | Era-Pack Chrudim     |
| 8  | TĐ | Marek Kopecký  | 19 tháng 2, 1977 (35 tuổi)  |         | Era-Pack Chrudim     |
| 9  | HV | David Frič     | 17 tháng 2, 1983 (29 tuổi)  |         | Bohemians 1905       |
| 10 | TĐ | Michal Seidler | 5 tháng 4, 1990 (22 tuổi)   |         | Tango Brno           |
| 11 | TĐ | Michal Belej   | 16 tháng 11, 1982 (29 tuổi) |         | Tango Brno           |
| 12 | TM | Libor Gerčák   | 22 tháng 7, 1975 (37 tuổi)  |         | Vysoké Mýto          |
| 13 | TĐ | Zdenĕk Sláma   | 28 tháng 12, 1982 (29 tuổi) |         | Bohemians 1905       |
| 14 | TĐ | Jan Janovský   | 20 tháng 6, 1985 (27 tuổi)  |         | Rekord Bielsko-Biala |

### Ai Cập
Huấn luyện viên trưởng:  Badr Khalil
| Số | Vt | Cầu thủ          | Ngày sinh (tuổi)            | Số trận | Câu lạc bộ         |
| -- | -- | ---------------- | --------------------------- | ------- | ------------------ |
| 1  | TM | Hema             | 28 tháng 5, 1975 (37 tuổi)  |         | El Shams           |
| 2  | HV | Ahmed El-Agouz   | 21 tháng 5, 1978 (34 tuổi)  |         | El Shams           |
| 3  | TV | Eslam Shalaby    | 1 tháng 12, 1989 (22 tuổi)  |         | Misr El Makasa     |
| 4  | HV | Mohamed Edrees   | 6 tháng 1, 1981 (31 tuổi)   |         | Police             |
| 5  | HV | Bougy            | 18 tháng 3, 1987 (25 tuổi)  |         | El Shams           |
| 6  | TV | Mostafa Nader    | 14 tháng 10, 1984 (28 tuổi) |         | Police             |
| 7  | HV | Ahmed Abou Serie | 30 tháng 10, 1979 (33 tuổi) |         | Mit Oqba           |
| 8  | TĐ | Mizo             | 15 tháng 10, 1985 (27 tuổi) |         | El Shams           |
| 9  | TĐ | Ramadan Samasry  | 11 tháng 7, 1982 (30 tuổi)  |         | El Shams           |
| 10 | TĐ | Islam El Darwj   | 3 tháng 8, 1983 (29 tuổi)   |         | Police             |
| 11 | TĐ | Ahmed Hussein    | 1 tháng 2, 1984 (28 tuổi)   |         | Arab Contractors   |
| 12 | TM | Hussein Gharib   | 4 tháng 3, 1978 (34 tuổi)   |         | Misr El Makasa     |
| 13 | HV | Islam Gamila     | 1 tháng 1, 1988 (24 tuổi)   |         | EL Behira Electric |
| 14 | TĐ | Ahmed Mohamed    | 16 tháng 8, 1982 (30 tuổi)  |         | Misr El Makasa     |

### Kuwait
Huấn luyện viên trưởng:  Luis Fonseca
| Số | Vt | Cầu thủ                | Ngày sinh (tuổi)            | Số trận | Câu lạc bộ |
| -- | -- | ---------------------- | --------------------------- | ------- | ---------- |
| 1  | TM | Abdullah Hayah         | 19 tháng 12, 1986 (25 tuổi) |         | Al Kuwait  |
| 2  | HV | Mohammed Albedaih      | 22 tháng 8, 1989 (23 tuổi)  |         | Al Salmiya |
| 3  | HV | Abdulrahman Almosabehi | 13 tháng 6, 1989 (23 tuổi)  |         | Al Arabi   |
| 4  | TĐ | Ahmad Alfarsi          | 30 tháng 10, 1989 (23 tuổi) |         | Kazma      |
| 5  | HV | Hayat Hamad            | 24 tháng 12, 1986 (25 tuổi) |         | Al Yarmouk |
| 6  | TĐ | Abdulrahman Alwadi     | 9 tháng 10, 1986 (26 tuổi)  |         | Qadsia     |
| 7  | TĐ | Abdulrahman Altawail   | 3 tháng 2, 1991 (21 tuổi)   |         | Al Kuwait  |
| 8  | HV | Aman Salem             | 30 tháng 11, 1981 (30 tuổi) |         | Khitan     |
| 9  | TĐ | Ali Albutai            | 9 tháng 6, 1983 (29 tuổi)   |         | Qadsia     |
| 10 | TĐ | Shaker Almutairi       | 18 tháng 4, 1986 (26 tuổi)  |         | Fehayheel  |
| 11 | HV | Abdullah Dabi          | 30 tháng 6, 1988 (24 tuổi)  |         | Qadsia     |
| 12 | HV | Hamad Al Awadhi        | 9 tháng 2, 1989 (23 tuổi)   |         | Al Yarmouk |
| 13 | TM | Hani Mhsien            | 4 tháng 4, 1989 (23 tuổi)   |         | Kazma      |
| 14 | TĐ | Mohammad Mohammad      | 25 tháng 5, 1989 (23 tuổi)  |         | Al Salmiya |

### Serbia
Huấn luyện viên trưởng:  Aca Kovačević
| Số | Vt | Cầu thủ              | Ngày sinh (tuổi)            | Số trận | Câu lạc bộ              |
| -- | -- | -------------------- | --------------------------- | ------- | ----------------------- |
| 1  | TM | Miodrag Aksentijević | 22 tháng 7, 1983 (29 tuổi)  |         | KMF Ekonomac Kragujevac |
| 2  | TĐ | Stefan Rakić         | 22 tháng 11, 1993 (18 tuổi) |         | KMF Ekonomac Kragujevac |
| 3  | HV | Aleksandar Živanović | 24 tháng 7, 1988 (24 tuổi)  |         | KMF Marbo Intermezzo    |
| 4  | HV | Vladimir Milosavac   | 1 tháng 12, 1985 (26 tuổi)  |         | KMF Marbo Intermezzo    |
| 5  | HV | Bojan Pavićević      | 20 tháng 10, 1975 (37 tuổi) |         | KMF Marbo Intermezzo    |
| 6  | TĐ | Boris Čizmar         | 28 tháng 8, 1984 (28 tuổi)  |         | KMF Marbo Intermezzo    |
| 7  | TĐ | Slobodan Janjić      | 17 tháng 2, 1987 (25 tuổi)  |         | KMF Ekonomac Kragujevac |
| 8  | TĐ | Marko Pršić          | 13 tháng 9, 1990 (22 tuổi)  |         | KMF Marbo Intermezzo    |
| 9  | TĐ | Vladimir Lazić       | 19 tháng 6, 1984 (28 tuổi)  |         | KMF Bečej               |
| 10 | TĐ | Mladen Kocić         | 22 tháng 10, 1988 (24 tuổi) |         | KMF Ekonomac Kragujevac |
| 11 | HV | Dragan Dordević      | 27 tháng 4, 1984 (28 tuổi)  |         | Futsal Klub Smederevo   |
| 12 | TM | Aleksa Antonić       | 19 tháng 6, 1981 (31 tuổi)  |         | KMF Marbo Intermezzo    |
| 13 | HV | Vidan Bojović        | 27 tháng 6, 1979 (33 tuổi)  |         | KMF Ekonomac Kragujevac |
| 14 | TĐ | Slobodan Rajčević    | 28 tháng 2, 1985 (27 tuổi)  |         | KMF Ekonomac Kragujevac |

## Bảng F

### Colombia
Huấn luyện viên trưởng:  Arney Fonnegra
| Số | Vt | Cầu thủ          | Ngày sinh (tuổi)            | Số trận | Câu lạc bộ          |
| -- | -- | ---------------- | --------------------------- | ------- | ------------------- |
| 1  | TM | Juan Lozano      | 17 tháng 9, 1982 (30 tuổi)  |         | Deportivo D'Martin  |
| 2  | HV | Johann Prado     | 16 tháng 10, 1984 (28 tuổi) |         | Deportivo Lyon      |
| 3  | TĐ | Luis Barreneche  | 13 tháng 1, 1986 (26 tuổi)  |         | Talento Dorado      |
| 4  | TV | Yefri Duque      | 24 tháng 3, 1992 (20 tuổi)  |         | Deportivo Meta      |
| 5  | HV | Jose Quiroz      | 11 tháng 10, 1985 (27 tuổi) |         | Barranquilla Futsal |
| 6  | TĐ | Miguel Sierra    | 13 tháng 4, 1983 (29 tuổi)  |         | Caracas Futsal      |
| 7  | TV | Jhonathan Toro   | 21 tháng 3, 1988 (24 tuổi)  |         | Deportivo Tachira   |
| 8  | HV | Jorge Abril      | 26 tháng 7, 1987 (25 tuổi)  |         | Caracas Futsal      |
| 9  | TV | Andres Reyes     | 24 tháng 11, 1988 (23 tuổi) |         | Deportivo Tachira   |
| 10 | TV | Angellott Caro   | 3 tháng 12, 1988 (23 tuổi)  |         | Trujillanos Futsal  |
| 11 | TV | Alejandro Serna  | 10 tháng 9, 1986 (26 tuổi)  |         | Manizales Lineal    |
| 12 | TM | Carlos Nanez     | 15 tháng 12, 1984 (27 tuổi) |         | Deportivo Lyon      |
| 13 | TĐ | Diego Barney     | 25 tháng 8, 1993 (19 tuổi)  |         | Deportivo Meta      |
| 14 | TV | Yeisson Fonnegra | 19 tháng 4, 1992 (20 tuổi)  |         | Talento Dorado      |

### Guatemala
Huấn luyện viên trưởng:  Carlos Estrada
| Số | Vt | Cầu thủ          | Ngày sinh (tuổi)            | Số trận | Câu lạc bộ    |
| -- | -- | ---------------- | --------------------------- | ------- | ------------- |
| 1  | TM | Carlos Mérida    | 27 tháng 3, 1978 (34 tuổi)  |         | Farmaceuticos |
| 2  | TV | Manuel Aristondo | 26 tháng 2, 1982 (30 tuổi)  |         | Glucosoral    |
| 3  | HV | Miguel Santizo   | 17 tháng 5, 1985 (27 tuổi)  |         | Aquasistemas  |
| 4  | HV | José González    | 10 tháng 12, 1986 (25 tuổi) |         | Glucosoral    |
| 5  | HV | Edgar Santizo    | 2 tháng 2, 1987 (25 tuổi)   |         | Aquasistemas  |
| 6  | TĐ | Daniel Tejada    | 22 tháng 11, 1986 (25 tuổi) |         | Glucosoral    |
| 7  | TĐ | Billy Pineda     | 7 tháng 10, 1986 (26 tuổi)  |         | Glucosoral    |
| 8  | TV | Armando Escobar  | 29 tháng 3, 1991 (21 tuổi)  |         | Aquasistemas  |
| 9  | TĐ | Walter Enriquez  | 13 tháng 3, 1988 (24 tuổi)  |         | Aquasistemas  |
| 10 | TĐ | Erick Acevedo    | 20 tháng 9, 1980 (32 tuổi)  |         | Glucosoral    |
| 11 | TĐ | Alan Aguilar     | 2 tháng 12, 1989 (22 tuổi)  |         | Glucosoral    |
| 12 | TM | William Ramírez  | 2 tháng 2, 1980 (32 tuổi)   |         | Glucosoral    |
| 13 | HV | Estuardo de León | 6 tháng 7, 1977 (35 tuổi)   |         | Glucosoral    |
| 14 | TĐ | Edgar Macal      | 5 tháng 12, 1990 (21 tuổi)  |         | Deport        |

### Nga
Huấn luyện viên trưởng:  Sergey Skorovich
| Số | Vt | Cầu thủ                | Ngày sinh (tuổi)            | Số trận | Câu lạc bộ                   |
| -- | -- | ---------------------- | --------------------------- | ------- | ---------------------------- |
| 1  | TM | Leonid Klimovskiy      | 22 tháng 3, 1983 (29 tuổi)  |         | Sibiryak Novosibirsk         |
| 2  | TĐ | Vladislav Shayakhmetov | 25 tháng 8, 1981 (31 tuổi)  |         | MFK Dinamo Moskva            |
| 3  | HV | Nikolay Pereverzev     | 15 tháng 12, 1986 (25 tuổi) |         | MFK Tyumen                   |
| 4  | TĐ | Dmitri Prudnikov       | 6 tháng 1, 1988 (24 tuổi)   |         | MFK Viz-Sinara Yekaterinburg |
| 5  | TV | Sergey Sergeev         | 28 tháng 6, 1983 (29 tuổi)  |         | MFK Dinamo Moskva            |
| 6  | TV | Pavel Suchilin         | 18 tháng 10, 1985 (27 tuổi) |         | MFK Dinamo Moskva            |
| 7  | TĐ | Pula                   | 2 tháng 12, 1980 (31 tuổi)  |         | MFK Dinamo Moskva            |
| 8  | TĐ | Eder Lima              | 29 tháng 6, 1984 (28 tuổi)  |         | Gazprom UGRA                 |
| 9  | HV | Pavel Chistopolov      | 15 tháng 3, 1984 (28 tuổi)  |         | Gazprom UGRA                 |
| 10 | TĐ | Robinho                | 28 tháng 1, 1983 (29 tuổi)  |         | Gazprom UGRA                 |
| 11 | HV | Cirilo                 | 20 tháng 1, 1980 (32 tuổi)  |         | MFK Dinamo Moskva            |
| 12 | TM | Gustavo                | 5 tháng 2, 1979 (33 tuổi)   |         | MFK Dinamo Moskva            |
| 13 | TĐ | Aleksandr Fukin        | 26 tháng 3, 1985 (27 tuổi)  |         | MFK Dinamo Moskva            |
| 14 | TV | Ivan Milovanov         | 8 tháng 2, 1989 (23 tuổi)   |         | MFK Tyumen                   |

### Quần đảo Solomon
Huấn luyện viên trưởng:  Dickson Kadau
| Số | Vt | Cầu thủ          | Ngày sinh (tuổi)            | Số trận | Câu lạc bộ         |
| -- | -- | ---------------- | --------------------------- | ------- | ------------------ |
| 1  | TM | Anthony Talo     | 8 tháng 1, 1996 (16 tuổi)   |         | Central Kings      |
| 2  | TV | Paul Huia        | 1 tháng 3, 1983 (29 tuổi)   |         | Brisolona FC       |
| 3  | HV | Elliot Ragomo    | 28 tháng 5, 1990 (22 tuổi)  |         | Brisolona FC       |
| 4  | HV | George Stevenson | 7 tháng 2, 1992 (20 tuổi)   |         | G. Camp United     |
| 5  | HV | Stanley Puairana | 24 tháng 8, 1990 (22 tuổi)  |         | Brisolona FC       |
| 6  | TĐ | Moffat Sikwaae   | 30 tháng 6, 1990 (22 tuổi)  |         | Makuru             |
| 7  | TĐ | James Egeta      | 10 tháng 8, 1990 (22 tuổi)  |         | Marist Fire FC     |
| 8  | TV | Jeffery Bule     | 15 tháng 11, 1991 (20 tuổi) |         | Koloale FC Honiara |
| 9  | TĐ | Micah Lea'alafa  | 1 tháng 6, 1991 (21 tuổi)   |         | Kossa FC           |
| 10 | TĐ | Samuel Osifelo   | 15 tháng 3, 1991 (21 tuổi)  |         | Kossa FC           |
| 11 | TĐ | Coleman Makau    | 25 tháng 11, 1992 (19 tuổi) |         | Boks FC            |
| 13 | HV | Mathias Saru     | 5 tháng 2, 1991 (21 tuổi)   |         | Real Kakamora      |
| 14 | TĐ | Dickson Ramo     | 14 tháng 7, 1990 (22 tuổi)  |         | Koloale FC Honiara |